# Boskovics Jenő
Boskovics Jenő (Budapest, 1928. október 9. – Budapest, 2010. április 23.) aranytollas sportújságíró, a Magyar Távirati Iroda Örökös tudósítója, a Magyar Sportújságírók Szövetségének Örökös tiszteletbeli főtitkára.

## Életpályája
1928-ban egy szegény zuglói családba született, három testvér között az elsőként. Kereskedelmi iskolát végzett. Reményteljesen induló labdarúgó-pályafutását egy sérülés tette túl korán befejezetté. Később gyerekkori jó barátja, Hoffer József hatására és támogatásával lépett a sportújságírás útjára. 1952-ben lett az MTI sportszerkesztőségének a tagja, ahol 35 éven át, egészen 1987-ig dolgozott.
A Labdarúgás című folyóirat 1958-as indulásától annak állandó szerzője volt. Hosszú éveken át a Magyar Rádió sportriportereként is tevékenykedett.
1980-tól egészen 2010-es haláláig főszerkesztője volt a Nemzetközi Súlyemelő Szövetség (IWF) World Weightlifting című nemzetközi magazinjának. Hosszú éveken át a Magyar Szó vajdasági lap állandó budapesti sporttudósítója volt. 1987-ben alapítója és főszerkesztője lett a rövid életű Foci magazinnak, majd az azt követő években a Nemzeti Sport főmunkatársa lett.
Pályafutása során 8 nyári olimpiáról (1972, 1980, 1984, 1988, 1992, 1996, 2000, 2004) tudósított vagy vett részt mint a súlyemelő versenyek sajtófőnöke. Az újságírás mellett hazai és a nemzetközi sportújságírók életének szervezésében is aktívan és eredményesen tevékenykedett.
Boskovics Jenő a hazai sportújságírás „nagy öregjeinek” jeles tagjaként a régi újságíró-iskola tanítványa és híve volt. A sportstatisztikák elismert mestereként tartották számon. Vallotta: „adatok, tények, számok: ez mindennek az alapja”. Évszámok, nevek, események, dátumok, gólok, kilók – ezek az adatok mind fejében is voltak.
Avatott szakértőként fő területei a labdarúgás mellett a súlyemelés és az ökölvívás volt. Legendásan híres barátság fűzte a magyar sport kiemelkedő csillagaihoz, Papp Lászlóhoz és Puskás Ferenchez.
Életének 82. évében, 2010. április 23-án hunyt el Budapesten.
Halála után, 2011-ben a Nemzetközi Súlyemelő Szövetség lapja, a World Weightlifting "Jenő Boskovics Trophy” címmel emlékére megalapította a Boskovics Jenő-díjat, melyet minden évben az Év Súlyemelője és Súlyemelőnője vehet át internetes, az egész világra kiterjedő szavazás alapján.

## Érdemei és tisztségei
- A Magyar Sportújságírók Szövetségének hosszú éveken át főtitkára, majd alelnöke volt.
- A Nemzetközi Súlyemelő Szövetségnek (IWF) évtizedeken át volt a sajtófőnöke és szóvivője.
- Azon kevés magyar sportújságírók közé tartozott, aki a nemzetközi Sportújságíró Szövetség (AIPS) vezetőségében is rangos szerepet tölthetett be: 1997-2002 között az AIPS főtitkárhelyettesének, majd 2002-től 2005-ig kincstárnokának választották.
- A szép emlékű Színész–Újságíró Rangadók, az egykori SZÚR egyik újra életre keltője és szervezője.
- Ötletéből és szervezésében került sor 1999-ben Budapesten az egész világra kiterjedő Évszázad Sportolói választás díjátadó gála nagy nemzetközi visszhangot és elismerést kivívó megrendezése.
- Nevéhez fűződik a hagyományos, hazai sportújságírók szavazatai alapján megvalósuló Év sportolója-választás (1957), majd abból a Sportcsillagok Gálaestje (1987-től).
- A Halhatatlan Magyar Sportolók Egyesületének egyik ötletgazdája és alapítója.[1]
- Több cikluson át tagja, majd tiszteletbeli tagja volt a Magyar Olimpiai Bizottságnak.

## Díjai, elismerései
- Vasas SC örökös tag, 1986[2]
- Nemzetközi Súlyemelő Szövetség (IWF) "Weightlifting Hall of Fame" Halhatatlanok Csarnokának tagja, 1992[3]
- Magyar Újságírók Országos Szövetsége (MÚOSZ) Aranytoll díj, 1995[4]
- Nemzetközi Súlyemelő Szövetség (IWF) Arany Érdemérem, 1996
- MOB-médiadíj (Magyar Olimpiai Bizottság), 1997[5]
- A Magyar Köztársasági Érdemrend tisztikeresztje polgári tagozat, 1998[6]
- Magyar Sportújságírók Szövetség (MSÚSZ) Életműdíj, 2003[7]
- Magyar Olimpiai Bizottság (MOB) Érdemérem, 2003[8]
- Gerevich Aladár-emlékérem 2004

## Könyvei
- Vasas! Ne hagyd magad!. Sportpropaganda Vállalat, 1981. ISBN 963-7542-49-3
- The History of Hungarian Sport. Corvina, 1983. ISBN 963-13-1443-X
- Sikerek piros-kékben. Vasas SC, 1984 (Boskovics Jenő, Ferenczy István, Fügedy Péter, Németh Gyula, Thaly Zoltán)
- A Magyar Sport 40 éve. Sportpropaganda Vállalat, 1985 (Borbély Pál, Boskovics Jenő, Gáll András, Hegyi Iván, Kozák Mihály, Kő András) ISBN 963-02-4130-7
- Sportcsillagok gálaestje, 2007. 50; szerk. Boskovics Jenő, Novotny Zoltán; Sportcsillagok Kft., Bp., 2007